# Estación de Jacinto Verdaguer
Jacinto Verdaguer (en catalán y oficialmente según SFM, Jacint Verdaguer) es un intercambiador ferroviario subterráneo de la línea M1 del Metro de Palma de Mallorca. Cuenta también con parada de las tres líneas que gestiona Servicios Ferroviarios de Mallorca (SFM), T1 (Palma de Mallorca-Inca), T2 (Palma de Mallorca-La Puebla) y T3 (Palma de Mallorca-Manacor).

## Situación ferroviaria
La estación se encuentra en el punto kilométrico 0,532 de la línea férrea de ancho métrico Palma-Manacor, a 23 metros de altitud, entre las estaciones de Intermodal-Plaza de España y Son Costa-Son Fortesa. El tramo es de vía doble y está electrificado a 1500 V en CC.

## Historia
La estación se puso en servicio el 18 de septiembre de 2006, como terminal provisional de la línea de cercanías de Inca, siendo la primera estación subterránea de la red. Con la prolongación del servicio hasta Plaza de España, se inauguró oficialmente el 1 de marzo de 2007 coincidiendo con el día de las Islas Baleares para el servicio de trenes y el 25 de abril del mismo año para el servicio de metro, tan sólo 33 días antes de las elecciones municipales y autonómicas. Por este motivo no se hizo ninguna inauguración oficial, aunque la entonces alcaldesa de la ciudad, Catalina Cirer, viajó en el metropolitano ese día. Hasta el 1 de octubre sería gratuito su uso, con el objetivo de que los usuarios conocieran la infraestructura.
Los días 27 de agosto y 23 de septiembre de 2007 se produjeron graves inundaciones en la línea M1 de Metro, con lluvias en torno a los 15 l/m². También se produjeron filtraciones en la Estación Intermodal, por lo que se acordó el cierre provisional de la línea hasta que los técnicos resolvieran los problemas estructurales. El servicio se restableció el 28 de julio de 2008. El 16 de febrero de 2012 se inauguró la electrificación de las líneas de cercanías de SFM.
Con la electrificación hasta Inca realizada, SFM decidió entre Palma y Marrachí ofrecer un servicio de metro, sustituyendo al que venían haciendo sus trenes de cercanías, con el propósito de ofrecer mejor cobertura al área metropolitana de Palma de Mallorca. El primer viaje de la línea M2 de Metro se realizó el 13 de marzo de 2013, sobre la base de la infraestructura de la red de cercanías. Finalmente, el 29 de abril de 2022, SFM decidió cerrar la línea M2 de metro, traspasando la práctica totalidad de sus servicios a las líneas de cercanías de SFM, que explota en la actualidad un total de 77 kilómetros de vías en ancho métrico.

## La estación
Se sitúa en el término municipal de Palma, en el subsuelo de la calle Jacinto Verdaguer en la intersección con la calle Jaume Balmes. La estación dispone de un solo acceso por la acera este de la calle Jacinto Verdaguer, con escaleras y ascensor, que lleva al nivel superior de las instalaciones, donde hay un vestíbulo que acoge las máquinas de venta de billetes y las barreras tarifarias. Los trenes circulan por el nivel inferior, formado por cuatro vías y dos andenes. Dos vías son para el ferrocarril, con andén central, mientras que las otras dos son para el metro, también con un andén central. El enlace entre el vestíbulo y los andenes se hace a través de un distribuidor por escaleras mecánicas, escalinatas y ascensores.

### Distribución
En la estación de Jacinto Verdaguer hay 2 niveles, distribuidos de la siguiente manera:
- Nivel 1:
  - Distribuidor, taquillas, control de accesos, instalaciones de seguridad y zona de equipamientos y servicios.
- Nivel 2: Estación ferroviaria con las siguientes características.
  - 2 vías con andén central para la línea de metro.
  - 2 vías con andén central para las líneas de tren.

### Accesos
- Jacint Verdaguer Calle Jacinto Verdaguer
- Jacint Verdaguer Calle Jacinto Verdaguer

## Servicios ferroviarios

### Metro
El horario de la línea M1 del Metro de Palma puede verse en este enlace. Existe una frecuencia de paso 20 minutos en días laborables y de 30 minutos los sábados por la mañana. Esta línea no presta servicio los sábados por la tarde ni domingos y festivos. Estos servicios se prestan con unidades eléctricas de la serie 71 de SFM. 
En cuanto a la línea M2 del Metro de Palma, suprimida casi en su totalidad en 2022, sólo presta servicios residuales, limitándose a dos circulaciones al día en días laborables. No existe este servicio en sábados y festivos, ni en sentido Palma-Marrachí. Éstos se prestan también con trenes de la serie 71 de SFM, circulando sin denominación de línea.
| procedencia/destino | < anterior            | Línea      | siguiente >           | destino/procedencia               |
| ------------------- | --------------------- | ---------- | --------------------- | --------------------------------- |
| Palma de Mallorca   | Palma de Mallorca     |            | Son Costa-Son Fortesa | Universidad de las Islas Baleares |
| Marrachí            | Son Costa-Son Fortesa | [ nota 2 ] | Palma de Mallorca     | Palma de Mallorca                 |

### Cercanías
La estación forma parte de las tres líneas de la red de cercanías de Servicios Ferroviarios de Mallorca (SFM). El servicio se presta con trenes eléctricos de la serie 81 de SFM, fabricados por CAF.
El horario de frecuencias de la estación puede consultarse en la siguiente página. En general, hay una frecuencia mínima de diez minutos hacia Palma en laborables y hasta de treinta minutos hacia Palma en sábados y festivos. Los tiempos de paso aumentan en las conexiones con La Puebla y Manacor, pudiendo llegar en algún momento a ser superior a la hora. Algunos de los servicios, conocidos coloquialmente como Inca Exprés y especialmente de la T2, circulan sin parada por la estación.
| procedencia/destino | < estación        | Línea      | estación >            | destino/procedencia |
| ------------------- | ----------------- | ---------- | --------------------- | ------------------- |
| Palma de Mallorca   | Palma de Mallorca | [ nota 3 ] | Son Costa-Son Fortesa | Inca                |
| Palma de Mallorca   | Palma de Mallorca |            | Son Costa-Son Fortesa | La Puebla           |
| Palma de Mallorca   | Palma de Mallorca |            | Son Costa-Son Fortesa | Manacor             |